# Porovaaranjärvet (Gällivare socken, Lappland, 749265-175460)
Porovaaranjärvet är en sjö i Gällivare kommun i Lappland och ingår i Kalixälvens huvudavrinningsområde.